# Poseidon (undervattensdrönare)

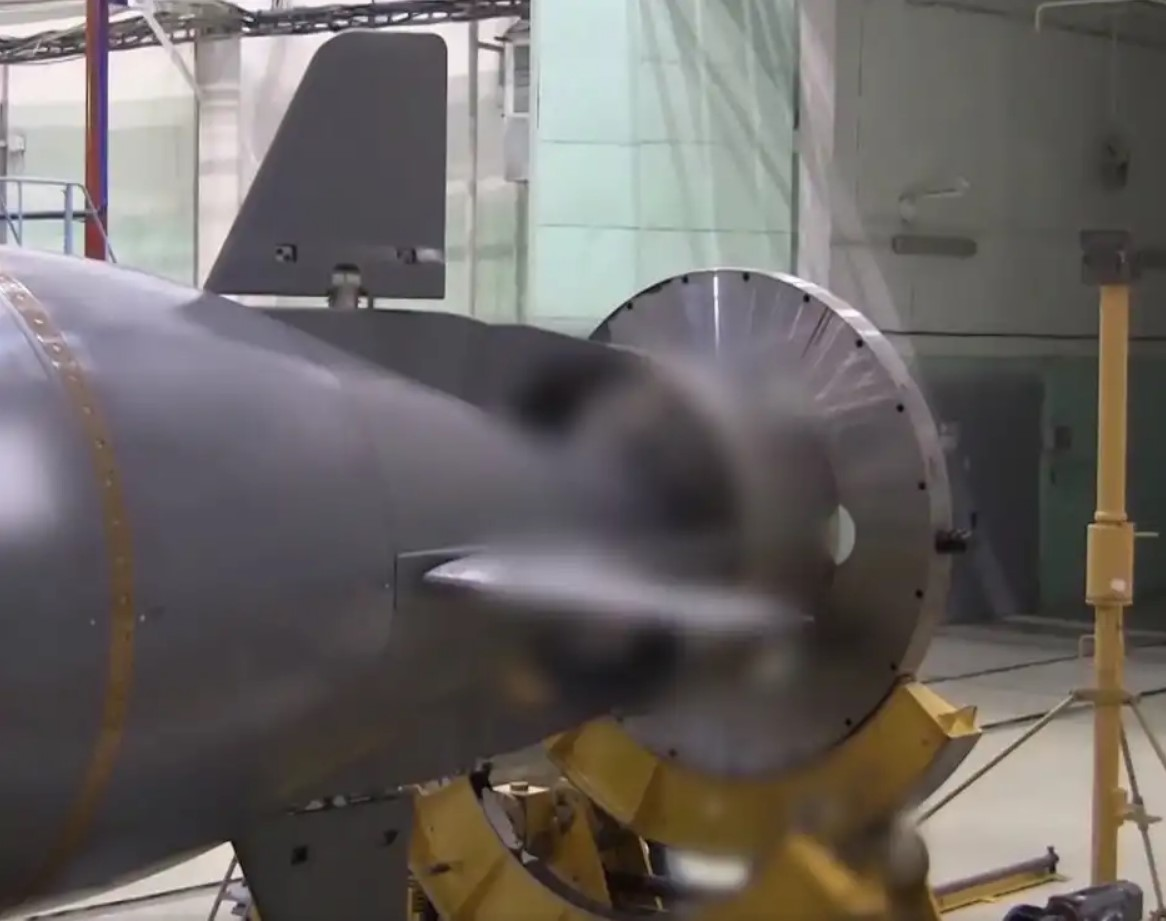
Status-6 från rysk video

Poseidon (ryska:Посейдон) eller Status-6 (ryska:Статус-6) eller Kanyon är en rysk interkontinental atomdriven kärnvapenbestyckad autonom torped, även kallad undervattensdrönare. Poseidon är den största torped som någonsin utvecklats i världen. Poseidon tros vara tänkt att kunna angripa kustanläggningar såsom hamnar eller städer. Ryssland beskriver Poseidon som ett multifunktionssystem med taktiska kärnvapen. Poseidon är bestyckad med en TNT-ekvivalent på 2 megaton.

## Historia
Torpeden omnämndes första gången publikt av Pentagon 2015, med Nato-rapporteringsnamnet Kanyon. Under ett nyhetsinslag på rysk TV i november 2015 visades en del av ett dokument som innehöll information om en "oceaniskt multifunktions" Status-6-torped.
I mars 2018 presenterades Status-6 officiellt av Vladimir Putin. Därefter omnämns torpeden som Poseidon. Poseidon är tänkt att överlämnas till den ryska flottan 2027.
Atomubåten K-329 Belgorod är bestyckad med sex Poseidon och även framtida ubåtar av Khabarovsk-klass kommer sannolikt bära Poseidon.

## Prestanda
Poseidons storlek uppskattas till 24 meter lång med en diameter på ungefär 2 meter. Den kan färdas i 70 knop och har ett djupgående på mer än 1 000 meter.